# الاسیر فی الاسلام
الاسیر فی الاسلام کتابی از علی احمدی میانجی است که در سال ۱۳۶۹ منتشر و در مراسم کتاب سال جمهوری اسلامی ایران به‌عنوان کتاب برگزیده معرفی شد.